# World Team Challenge 2024
Die 23. World Team Challenge 2024 (offiziell: bett1.de Biathlon World Team Challenge 2024) war ein Biathlonwettbewerb, der am 28. Dezember 2024 in der Veltins-Arena von Gelsenkirchen stattfand.

## Ablauf
Der Wettkampf bestand aus einer Kombination von Massenstart- und Verfolgungsrennen. Zudem wurden vor den Seniorenrennen erneut eine Talent Team Challenge für Nachwuchsathleten und ein Shoot-Out ausgetragen.

## Änderungen
Ursprünglich war erneut ein österreichisches Team, bestehend aus Anna Gandler und Simon Eder, geplant; Gandler musste krankheitsbedingt allerdings zurückziehen und Österreich wurde durch das im Vorjahr drittplatzierte Team aus Slowenien ersetzt. Zudem zog Vanessa Voigt zurück und wurde durch Anna Weidel ersetzt.
Anders als in den Vorjahren wurden die Zeitrückstände aus dem Massenstart beim Start des Verfolgungswettkampfes nicht halbiert. Stattdessen starteten die ersten sieben Teams in einem Abstand von jeweils fünf Sekunden, die verbleibenden drei Teams gingen gemeinsam mit 35 Sekunden Rückstand auf die Strecke.

## Ergebnisse
Es starteten insgesamt 10 Teams aus 9 Nationen, Deutschland war traditionell mit zwei Staffeln vertreten.

### Massenstart
Beim ersten Liegendschießen benutzte Franziska Preuß versehentlich eine Nachladepatrone und vermied es so, die eigentlich geschossene Strafrunde zu laufen. Dies wurde im Laufe des Rennens mit einer Zeitstrafe von 30 Sekunden korrigiert.
| Platz | Name                                             | Land        | Zeit in min (+Strafrunden) |
| ----- | ------------------------------------------------ | ----------- | -------------------------- |
| 1     | Karoline Offigstad Knotten / Sturla Holm Lægreid | Norwegen    | 33:50,3 (+3)               |
| 2     | Julia Simon / Fabien Claude                      | Frankreich  | +37,2 (+7)                 |
| 3     | Julija Dschyma / Dmytro Pidrutschnyj             | Ukraine     | +1:01,9 (+3)               |
| 4     | Anna Weidel / Justus Strelow                     | Deutschland | +1:10,1 (+6)               |
| 5     | Franziska Preuß / Philipp Nawrath                | Deutschland | +1:16,0 (+4)               |
| 6     | Anna Magnusson / Jesper Nelin                    | Schweden    | +1:39,0 (+8)               |
| 7     | Polona Klemenčič / Jakov Fak                     | Slowenien   | +1:41,1 (+6)               |
| 8     | Baiba Bendika / Andrejs Rastorgujevs             | Lettland    | +1:42,3 (+8)               |
| 9     | Lotte Lie / Florent Claude                       | Belgien     | +2:21,8 (+7)               |
| 10    | Jessica Jislová / Michal Krčmář                  | Tschechien  | +2:46,5 (+10)              |

### Verfolgung
| Platz | Name                                             | Land        | Zeit in min (+Strafrunden) |
| ----- | ------------------------------------------------ | ----------- | -------------------------- |
| 1     | Karoline Offigstad Knotten / Sturla Holm Lægreid | Norwegen    | 33:56,7 (+1)               |
| 2     | Anna Weidel / Justus Strelow                     | Deutschland | +30,4 (+5)                 |
| 3     | Franziska Preuß / Philipp Nawrath                | Deutschland | +33,1 (+4)                 |
| 4     | Lotte Lie / Florent Claude                       | Belgien     | +34,8 (+1)                 |
| 5     | Anna Magnusson / Jesper Nelin                    | Schweden    | +36,1 (+3)                 |
| 6     | Julia Simon / Fabien Claude                      | Frankreich  | +1:56,3 (+11)              |
| 7     | Julija Dschyma / Dmytro Pidrutschnyj             | Ukraine     | +2:07,7 (+6)               |
| 8     | Polona Klemenčič / Jakov Fak                     | Slowenien   | +2:10,5 (+7)               |
| 9     | Jessica Jislová / Michal Krčmář                  | Tschechien  | +2:14,3 (+6)               |
| 10    | Baiba Bendika / Andrejs Rastorgujevs             | Lettland    | +2:37,1 (+8)               |

### Talent Team Challenge
| Platz | Staffel                                       |
| ----- | --------------------------------------------- |
| 1     | NorwegenGuro Femsteinevik Sivert Gerhardsen   |
| 2     | ÖsterreichWilma Anhaus Thomas Marchl          |
| 3     | DeutschlandCharlotte Gallbronner Linus Kesper |